# Fizz

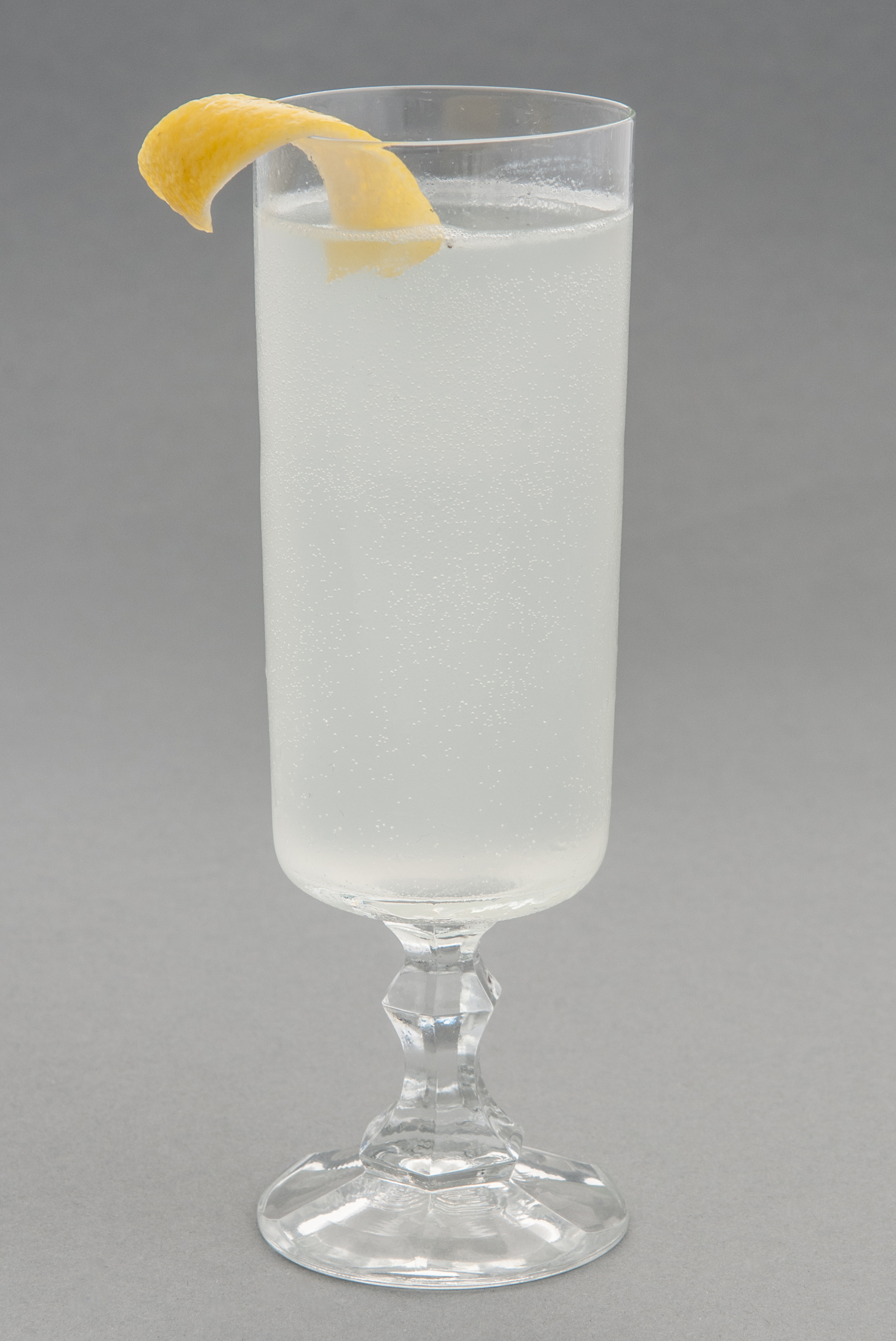
Gin Fizz

Con il termine Fizz viene indicata una famiglia di drink miscelati. È una variante del più vecchio termine sour. 
Le caratteristiche principali del fizz sono la presenza di succo di limone e di soda water.
Il primo riferimento alla parola fizz sulla stampa, è nella Bartender's Guide del 1887: Jerry Thomas segnalava in questo articolo ben 6 ricette classificabili come fizz.